# نگرش مذهبی زکریای رازی
نگرشِ مذهبیِ زکریای رازی موضوعِ گمان‌ها و پژوهش‌های فراوانی بوده است. او به عنوان مسلمان شناخته می شود اما کسانی او را لامذهب دانسته‌اند و دیگرانی تعیینِ مذهبش را دشوار شناخته‌اند. اما برخی هم اورا مسلمانی می دانند که بر برخی از جنبه های دین انتقاد داشت

## تحقیقات
کتاب‌هایی در تقبیح مذاهب و در باب روش‌های شیادی پیامبران به رازی منسوب است که اگرچه امروز خودشان موجود نیستند، اما بخش‌هایی از آن‌ها در آثار دیگران بحث و بررسی شده‌اند. به گفتهٔ بیرونی، رازی نه تنها اسلام که تمامی مذاهب را تقبیح کرد. او تمامی کسانی را که از ابتدا ادعای پیغمبری کردند، شیادانی می‌دانست که در بهترین حالت بیماری روانی داشته‌اند. وی همچنین قرآن را مجموعه‌ای از افسانه‌های سراسر تناقض می‌خواند که هیچ اطلاعات مفید و بدردبخوری ندارد. هانری کربن در مقدمه‌ای که بر جامع‌الحکمتینِ ناصر خسرو نوشته (بخشی از آن با نامِ «نقد آراء محمد زکریای رازی در جامع‌الحکمتین» به فارسی ترجمه شده‌است)، می‌گوید وی نبوت و وحی را نفی می‌کرد و ضرورت آن را نمی‌پذیرفت. در تفکر رازی همهٔ انسان‌ها قدرت و توانایی رسیدن به معرفت و دانایی را دارند، و لذا از لحاظ توانایی کسب معرفت با هم برابرند و بر یکدیگر هیچ برتری‌ای ندارند. از دیدگاه او مقتضای حکمت و رحمت الهی این است که انسان‌ها همگی به منافع و مضار خود صاحب علم باشند و اگر خدا قومی را به نبوت اختصاص دهد، به این معناست که آن‌ها را بر دیگر انسان‌ها برتری داده و این برتری باعث جنگ و دشمنی و در نهایت هلاکت انسان‌ها می‌شود که این با حکمت و رحمت الهی سازگاری ندارد. کتب زیر به این اعتقاد وی اشاره دارند.
- «فی النبوات»[۸] که دیگران به طعن و استهزاء، نام آن را «نقض الأدیان» نهاده‌اند.
- «فی حیَلِ المُتَنَبّین»[۸] دیگران به طعن نام او را «مخارق الأنبیاء» گذاشته‌اند.

دو کتاب بالا اکنون در دست نیست. اما جنیفر مایکل در کتابش نقل‌قول‌هایی از کتب بالا می‌آورد. همچنین احمد بیرشک می‌نویسد: «از تعلیمات او این بود که همهٔ آدمیان سهمی از خرد دارند که بتوانند نظرهای صحیح دربارهٔ مطالب عملی و نظری به‌دست آورند، آدمیان برای هدایت شدن به رهبران دینی نیاز ندارند؛ درحقیقت دین زیان‌آور است و مسبب کینه و جنگ. نسبت به همهٔ مقامات همهٔ سرزمین‌ها شک داشت».

رازی دربارهٔ قرآن می‌گوید:
تو ادعا می‌کنی که معجزه‌ای که [نبوت محمد را اثبات می‌کند] حاضر و در دسترس است، یعنی قرآن. تو می‌گویی که هر کس انکارش می‌کند یکی مشابه اش را بیاورد. در واقع ما می‌توانیم هزاران مشابه اش را بیاوریم از آثار لفاظان، فصیح گویان و شاعران که بسیار بهتر از قرآن جمله‌بندی شدند و مفاهیم را موجزتر می‌رسانند. آنها معانی را بهتر می‌رسانند و وزن شعری بهتری دارند. آنچه تو می‌گویی ما را شگفت زده می‌کند. تو دربارهٔ کتابی سخن می‌گویی که [مشتی] افسانهٔ باستانی را بازگویی می‌کند و در عین حال سراسر تناقض است و هیچ اطلاعات یا توضیح مفید و به‌دردبخوری ندارد و آنگاه تو می‌گویی چیزی شبیه آن بیاور؟
وی را هیچ‌گاه به دلیل دیدگاه‌های ضددینی که داشت زندانی یا اعدام نکردند اما نوشتارهای دینیش مورد سانسور قرار گرفتند و از میان رفتند. گروهی معتقدند این تفکرات رازی موجب خشم علمای اسلامی علیه او شد و او را ملحد خواندند و آثار او را رد کردند و دست به نابودی آن‌ها زدند. ابوحاتم رازی در کتاب اعلام النبوه نوشته‌است که این ملحد با عقل معیوب و نفس و رأی ضعیف خود کلامی در ابطال نبوت تصنیف کرده‌است. کسانی چون ناصرخسرو، ابن حزم و موسی بن میمون او را نادان و مهوس بی‌باک و سخنان او را دعاوی و خرافات بی‌دلیل، هوس و هذیانات خوانده‌اند. ابن قیم الجوزیه می‌گوید: «رازی از هر دینی بدترین چیزهای آن را برگزید و کتابی در ابطال نبوات و رساله‌ای در ابطال معاد تألیف کرد و مذهبی ساخت که از مجموع عقائد زندیقان عالم ترکیب یافته بود». افراد زیادی بر باورهای رازی رد نوشته‌اند و برخی از باورهای رازی را در این ردیه‌ها نقل کرده‌اند. ذبیح‌الله صفا از ۱۲ نفر که بر آرای رازی رد نوشته‌اند نام می‌برد.
مرتضی مطهری در تألیفات خود اظهار داشته که چون تمام کتاب‌های رازی در دسترس نیست، نمی‌توان پیرامون او اظهار نظر قطعی کرد، اما از مجموعه قرائن به دست می‌آید که او منکر نبوت نبوده، بلکه با مدعیان دروغین نبوت در ستیز بوده‌است. محال است مناظرات رازی با ابوحاتم در منزل یکی از بزرگان ری و در حضور اکابر و بزرگان شهر پیرامون ابطال اصل نبوت باشد و او همهٔ مذاهب را باطل اعلام کند و سپس در کمال احترام نیز زیست نماید. رازی سخت پایبند توحید و معاد و اصالت روح و بقای آن بوده‌است و چگونه ممکن است کسی که اصول مبدأ و معاد را قبول دارد، نبوت را انکار کند، بلکه از آثار او به دست می‌آید که اندیشهٔ امامت، ذهن او را به خود مشغول کرده بوده‌است و بدیهی است که اندیشهٔ امامت با منکر نبوت همراه نیست. به عقیدهٔ مطهری، استدلال‌هایی که به رازی در نفی نبوت نسبت داده شده‌است، آنقدر ضعیف است که در شأن مقام علمی او نیست. او احتمال شیعه بودن رازی را منتفی نمی‌داند بلکه بیان می‌کند؛ بعید نیست که رازی تا حدودی طرز تفکر شیعی امامی داشته‌است و همهٔ متفکرانی که چنین اعتقادی داشتند، از سوی دشمنان شیعه، به کفر متهم می‌شدند.
نویسندهٔ خزینة الأصفیاء، او را از اکابر صوفیه می‌شمارد که پیوسته از خوف خدا در گریه بود. غلام سرور هندی در تاریخ وفات او سروده‌است:
| چون شد از دنیا به فردوس برین |  | حضرت بوبکر رازی اهل راز |
| وصل او بوبکر محبوب حبیب      |  | هست هم صوفیّ کامل پاکباز |

هر یک از جمله‌های «ابوبکر محبوب حبیب» و «صوفی کامل پاکباز» ازنظر ابجدی ۳۱۰ است که ـ به گفته‌ای ـ اشاره به سال فوت اوست.
وی همچنین انتقاداتی بر ادیان دیگر دارد. از جمله آثار انتقادی وی نسبت به ادیان دیگر، کتابی در «رد سیسن ثنوی» (ردی بر مانویت) است.